# Котте, Шарль
Шарль Котте (фр. Charles Cottet; 1863, Ле-Пюи-ан-Веле, департамент Верхняя Луара — 1925, Париж) — французский живописец, график. Постимпрессионист.

## Биография
Учился живописи в парижской Школе изящных искусств под руководством Пьера Сесиля Пюви де Шаванна, одновременно посещал занятия в Академии Жюлиана в Париже, брал уроки у Альфреда Ролля.
В 1904 году совершил путешествие в Испанию и Исландию (1907). С 1885 по 1913 год Ш. Котте ежегодно ездил на побережье Бретани, где позже окончательно поселился и создал серию пейзажей и картин, посвящённых жизни рыбаков. Часто писал картины на Женевском озере.
С небольшой группой единомышленников (Люсьен Симон, Эдмон Аман-Жан и другие) в 1895 году организовал так называемую «Чёрную банду» живописцев, произведения отличались грубым реализмом и тёмной палитрой цветов. Шарль Котте считается лидером этого художественного объединения.
В лучших работах этого периода повседневные бытовые сценки, исполненные в манере, близкой символизму, проникнуты духом эпических полотен. Однако в целом творческий метод Котте оказался значительно ближе к традициям реализма.
Кроме того, занимался иллюстрациями и офортами.
Несмотря на успешную карьеру, после 1913 года художник практически прекратил работать из-за тяжёлой болезни.
- Некоторые работы
- Au pays de la mer. Douleur. 1908. Музей Орсе.
- Femmes de Plougastel au Pardon de Sainte-Anne-La-Palud. 1903.
- Rayons du soir. 1892.